# Baronia d'Eroles

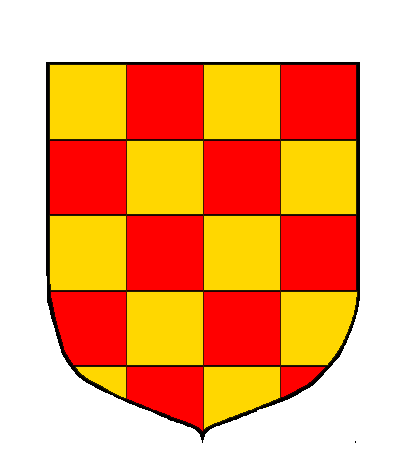
Escut dels barons d'Eroles

La Baronia d'Eroles és una de les baronies històriques del Pallars Jussà, si bé no de les més antigues.

## Territori
El seu terme senyorial es reparteix sobretot en els actuals termes municipals de Sant Esteve de la Sarga i de Tremp: Eroles, Montllobar, Sant Adrià, la Vileta, Alsamora (incorporada al segle xv), Gurp, la quadra de Cabiserans i Mont-rebei.

## Història
El castell d'Eroles és citat per primer cop en un document del 893, en què se'l cita per a indicar on és la vinya la venda de la qual és l'objectiu del document. El 1055 i el 1056 Eroles s'esmenta com a límit dins els termes dels castells de Llimiana i Mur. La baronia prengué el nom d'aquest castell.
L'alou d'Eroles fou donat per la vescomtessa Sança, muller del vescomte Guillem I d'Urgell, segons el seu testament, a l'arxilevita Traver sota la subjecció de Santa Maria de la Seu d'Urgell; a la mort del dit Traver, l'alou d'Eroles havia de romandre en mans de la canònica de la Seu.
Els Eroles comencen a utilitzar el tírol de baró el 1061, quan Dou i el seu germà Oliver d'Eroles posen el castell i el lloc sota protecció del comte Ramon VI de Pallars Jussà. Els Eroles esdevingueren, per conveni amb els comtes, senyors d'Eroles i de Montllobar: el 1149 se signaven els acords entre Roger d'Eroles i Arnau Mir i la seva muller, Òria. Entre 1365 i 1381, en els fogatges fets aquells anys, encara consten Dalmau d'Eroles com a senyor d'Eroles, i Simó d'Eroles, com a senyor de Montllobar. Tanmateix, el 1392 el rei encara hi posseïa 8 focs, que aquell mateix any vengué a Ramon Roger d'Eroles.
El 1404 la jurisdicció d'aquest castell fou incorporada a la Corona, juntament amb Montllobar i Sant Adrià, i la baronia passà, després del 1500, als Queralt, als Vilanova, als Borrell, als Ibáñez-Cuevas i als Oriola-Cortada.
El 1613 el baró d'Eroles era Lluís de Queralt i d'Eroles qui vengué per 9.965 lliures tots els seus drets, en forma de lluïció, als vilatans dels seus dominis. La venda no es va arribar a fer efectiva, atesa la dificultat dels vilatans a l'hora de fer front els pagaments que s'havien compromès a fer i perquè els descendents del baró van recórrer la venda a la Reial Audiència de Barcelona, que va dictaminar a favor dels descendents dels barons.

## ElBaró d'Erolesdelseglexix
La baronia d'Eroles fou confirmada com a títol del regne el 1761 a favor de Maria de Borrell i de Copons, que fou àvia del baró Joaquim d'Ibáñez-Cuevas i de Valonga, destacat militar i polític absolutista que emprava el lema de ”perseguidos, más no vencidos”. Nasqué a Talarn el 1784, i va morir a Daimiel (Ciudad Real) el 1825 a 41 anys. Militar i polític absolutista, baró d'Eroles i quart marqués de La Cañada-Ibáñez.
El 1808 deixà els estudis de dret per allistar-se al cos de voluntaris de Talarn, amb el qual entrà a Girona per reforçar les tropes durant el segon setge de la ciutat. Després de la rendició fou portat presoner a França, però aviat se n'escapà, i fou nomenat comandant del cos de l'exèrcit de l'Empordà.
El 1811 dirigí la desgraciada fortificació de Montserrat, que acabà amb l'incendi i el saqueig del monestir per Suchet; poc temps després fou ascendit a general- El 24 de gener de 1812, manant el Primer Exèrcit, fou derrotat al combat d'Altafulla pels generals Maurice Mathieu i Lamarque. Fou nomenat capità general el 1813.
El 1821, durant el Trienni Constitucional, el seu conegut absolutisme feu que encapçalés la llista de persones non gratae a Barcelona el mateix 1821. Deportat a Mallorca, n'escapà al cap de poc temps i es retirà a les seves possessions a Talarn, on l'any següent es convertí en cap de la revolta absolutista. Després de la conquesta de la Seu d'Urgell, passà a formar part de la Regència d'Urgell, juntament amb Mataflorida i el bisbe Creus. Fou nomenat comandant suprem de les forces reialistes, les quals intentà d'organitzar i de disciplinar. Actuà separat i poc d'acord amb els altres regents, fins al punt d'emetre un manifest a part, conegut com el "Manifest del baró d'Eroles", en el qual insistia en la necessitat que el monarca jurés i respectés els furs i els costums del país. Derrotat repetidament per Francisco Espoz y Mina, nou capità general de Catalunya, no pogué barrar-li el pas cap a La Seu i la Regència hagué de passar a França, on es dissolgué.
Únic membre de la Regència ben vist pel govern francès, tornà a Catalunya com a cap de l'avantguarda espanyola dels Cent Mil Fills de Sant Lluís, fou nomenat membre de la regència formada a Madrid pel duc d'Angulema, però no es mogué de Catalunya, d'on fou nomenat novament capità general (1823-1824). La seva actuació de reorganització i apaigavament no fou ben vista pels sectors més extremistes i aviat fou cridat a Madrid per col·laborar en la reestructuració de l'exèrcit; de fet era una manera d'allunyar-lo del país. Emmalaltí i, segons alguns, desvariejà, abans de morir.

## L'actualitat
Així doncs, el senyoriu continuà a mans dels barons d'Eroles fins a l'abolició de les senyories, al segle xix. Només hi hagué un breu lapse de temps, a finals del segle xvii i principis del xviii quan va ser pres el terme d'Alsamora com a penyora per la notable família dels Subirà, per manca de pagament d'un dot pels Eroles.
A principis del segle xxi el títol de baró d'Eroles és en mans d'Alfons d'Oriola-Cortada i de Salvadores, comte de la Vall de Merlès.